# 1727

## Родени
- 16 февруари – Николаус Йозеф фон Жакен, холандски учен
- 10 май – Ан Робер Жак Тюрго, френски икономист и министър
- 14 август – Ан Анриет, френска благородничка
- 14 август – Луиза Елизабет, френска благородничка
- 22 ноември – Ерколе III д’Есте, последният херцог на Модена и Реджо

## Починали
- 20 март – Исак Нютон, английски учен (нов стил 31 март 1727 г.)